# أفالونيا

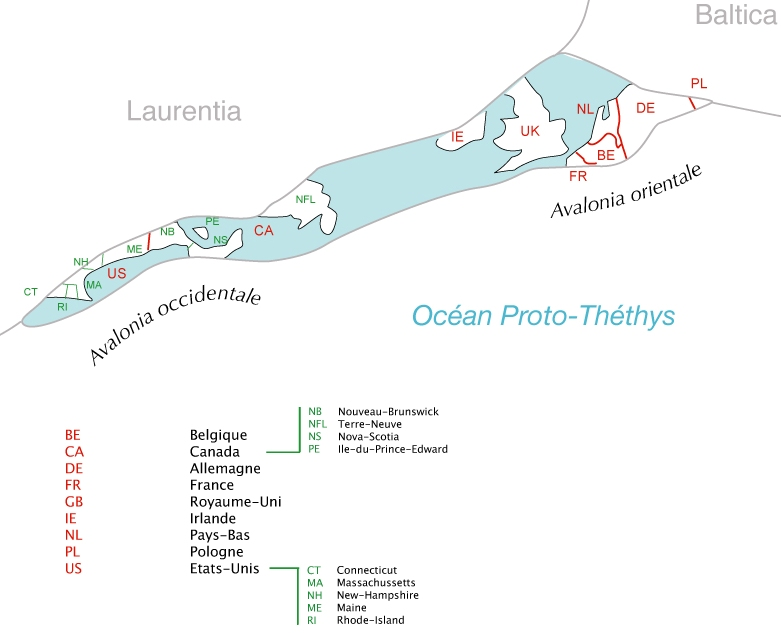
صخور كتلة الرئيسي للAvalonia من حيث صلتها السواحل الحديثة والحدود ولكن في المواقف النسبية كما كانت في نهاية الكربوني، قبل أن يفصل أوروبا وأمريكا الشمالية مرة أخرى. وترد أسماء بأشكالها الفرنسية.

أفالونيا كانت قارة في حقب الحياة القديمة، من شظايا القشرة الأرضية من هذا الأولى تكمن وراء جنوب غرب بريطانيا العظمى، والساحل الشرقي لأمريكا الشمالية. هو مصدر للكثير من الصخور القديمة من أوروبا الغربية، كندا الأطلسية، وأجزاء من المناطق الساحلية الولايات المتحدة . يدعي العلماء ان أفالونيا هي التي تشكل شبه جزيرة أفالونفي نيوفاوندلاند .
وضعت أفالونيا بمثابة قوس البركانية على هامش الشمالي من جندوانا. في نهاية المطاف المتصدعة باتجاه آخر، تصبح أفالونيا الانجراف. في المحيط Rheic شكلت وراء ذلك، والمحيط [إيبتثس] انكمش في الجبهة. اصطدمت القارات البلطيق ، ثم ، وأخيرا مع جندوانا، وتنتهي في المناطق الداخلية من بانجيا . اخترق بانجيا يصل، تم تقسيم ما تبقى أفالونيا من خلال الصدع الذي أصبح المحيط الأطلسي.

## المدى
عندما صاغ الجيولوجي الكندي هارولد ويليامز مصطلح (أفالون) لأول مرة في عام 1964، شمل فقط صخور ما قبل الكمبري في شرق نيوفندلاند. بعد مرور أكثر من عقد من الزمن، وسع المصطلح ليشمل جميع الصخور الغريبة من نيوفندلاند وصولًا إلى رود آيلاند. منذ إدخال مصطلح تيران في الثمانينيات من القرن العشرين، أشير إلى أفالونيا باسم المنصة، والأرض المركبة، والتيران الفائق، والشرق، وأفالونيا الغربية، وأفالون بالمعنى اللاتيني. بالتالي يمكن أن تشير كلمة أفالونيا حصريًا إلى الصخور في نيوفندلاند (أفالونيا بالمعنى الدقيق للكلمة)، أو مجموعة من التضاريس، أو وحدة تكتونية واحدة.
أفالونيا هي الأكبر بين تيرانات بيري غوندانن، وهي سلسلة من الكتل القارية التي انفصلت تقريبًا في نفس الوقت عن هوامش القارة العظمى الجنوبية غندوانا، وبالتالي تشترك في حياة بحرية تعود إلى بدايات الحقبة الباليوزوية. هذه الكتل انجرفت شمالًا وفي النهاية اصطدمت لتشكل سلاسل الجبال مثل الأبالاش، تجبل كاليدوني، والفارسكان. تمتد «أفالونيا الغربية»، في أمريكا الشمالية، من إنجلترا الجديدة إلى كندا الأطلسية، بينما «أفالونيا الشرقية»، في أوروبا، تمتد من جنوب بريطانيا إلى برابانت.
تيرانات بيري غوندانن الأخرى، التي تُعرف أحيانًا باسم «أفالونيا الكبرى»، تشمل كارولينا في سلسلة جبال الأبالاش وصخور الأساس العميقة لفلوريدا في أمريكا الشمالية، وأواكساكيا ويوكاتان في المكسيك، وكتلة تشورتيز في أمريكا الوسطى. تضم أحيانًا تيرانات غانديريا وكارولينيا في أمريكا الشمالية إلى أفالونيا لأنها انتقلت معًا عبر محيط يابتوس. وأحيانًا تتضمن أيضًا ترين ميغوما في نوفا سكوشا.
الجزء الأفالوني من بريطانيا العظمى يتطابق تقريبًا مع إنجلترا وويلز. وفي أماكن أخرى في أوروبا، توجد أجزاء من أفالونيا في منطقة أردين في بلجيكا وشمال شرق فرنسا، شمال ألمانيا، شمال غرب بولندا، جنوب شرق أيرلندا، والحافة الجنوبية الغربية لشبه الجزيرة الأيبيرية.
شكل جزء من القسم البريطاني-البلجيكي جزيرة في العصر الكربوني، مما أثر على توزيع حقول الفحم، وهذه الجزيرة تعرف بأسماء مثل «جزيرة لندن-برابانت». كان لكتلة هذه الجزيرة تأثير على التركيب الجيولوجي بين منطقة أردين والمرتفعات الإنجليزية الوسطى، إذ أثرت في الطيات القشرية التي نتجت عن التصادم الفاريسكاني اللاحق.
في كندا، تشمل أفالونيا شبه جزيرة أفالون في جنوب شرق نيوفندلاند، وجنوب نيو برونزويك، وجزءًا من نوفا سكوشا، وجزيرة الأمير إدوارد. أما في الولايات المتحدة، فتشمل أفالونيا السواحل الشمالية لولاية مين، ولاية رود آيلاند بالكامل، وأجزاء أخرى من السواحل في إنجلترا الجديدة.

## التطور
القاعدة البلورية لأفالونيا غير معروف بشكل جيد، ولكن بناءً على التحليلات النظائرية، من المحتمل أن أفالونيا الأولية تطورت مع كارولينا منذ نحو 800 مليون سنة من الأقواس البركانية البعيدة عن قارة رودينيا العظمى، ومن المحتمل أنها كانت جزءًا من التيرانات القارية البعيدة التي لها صلات واضحة مع غرب أفريقيا، مثل كادوميا وإيبيريا. قرابة 650 مليون سنة مضت، اصطدم حزام أفالونيا بغندوانا.
أفالونيا تطورت في الأصل على طول سواحل قارة رودينيا جنبًا إلى جنب مع الأقواس الجزرية التي توجد الآن في الدرع العربي-النوبي (900–700 مليون سنة) وتوكانتين في وسط البرازيل (950–900 مليون سنة)، ومن المرجح أن يعود تاريخ قاع أفالونيا إلى نفس الفترة الزمنية.
خلال الانتقال من الحقبة ما قبل الكمبري إلى الكمبري، كانت أفالونيا تقع في بيئة مائية باردة، بل ومرت بفترة جليدية. في المقابل، كانت سلسلة جبال الأطلس الصغير في غرب غندوانا تتميز بوجود المتبخرات، ودلائل على الجفاف، ووجود الثورمبوليت (نوع من الصخور الرسوبية). لذلك، لابد أن أفالونيا وغندوانا كانتا بعيدتين عن بعضهما خلال هذه الفترة. ومع ذلك، لهما تاريخ جيولوجي مشترك من أوائل الكمبري حتى منتصف الأوردوفيشي.
حدثت عملية الانضواء على طول سواحل غندوانا، مما أدى إلى انفصال أفالونيا وبدء رحلتها نحو الشمال باتجاه بلطيقيا خلال أواخر الكمبري وبداية الأوردوفيشي. انفتح محيط رييك خلف القارات الصغيرة التابعة لأفالونيا. بدأت هذه الحركة المستقلة لأفالونيا من خط عرض نحو 60 درجة جنوبًا.
اصطدمت النهاية الشرقية لأفالونيا اصطدمت مع بلطيقيا عند خط عرض 30° جنوبًا، مما أدى إلى إغلاق بحر تورنكويست، وذلك خلال أواخر فترة الأوردوفيشي. تبع هذا الاصطدام في أفالونيا طيّات وتصدعات ونشاط بركاني، حسب ما يتضح في منطقة الحدود الويلزية وتشوه تاكونيك في لورنشيا. يُعتقد أن بعض أو كل هذه الظواهر الجيولوجية مرتبطة بالاصطدام. نتجت ثورات بركانية من نوع بليني عن عملية الانضواء تحت أفالونيا، مما أدى إلى تكوين طبقات سميكة من الكي-بنتونيت (طين بركاني) في جنوب غرب بلطيقيا، بينما حدثت ثورات ميلبريغ البركانية في لورنشيا. وصل النشاط البركاني في أواخر الأوردوفيشي إلى ذروته بين 457 و449 مليون سنة مضت.
في أواخر فترة السيلوري وأوائل الديفوني، تصادمت كل من بلطيقيا وأفالونيا تدريجيًا مع لورنشيا، بدءًا من الطرف الطويل لأفالونيا الذي يتصل الآن بأمريكا الشمالية. أسفر هذا الاصطدام عن تكوين قارة يورامريكا. عند اكتمال هذه المرحلة، كانت بريطانيا تقع عند خط عرض 30° جنوبًا، ونوفا سكوشا عند نحو 45° جنوبًا. يُمثل هذا الاصطدام في أوروبا بعملية الطي الكاليدونية، وفي أمريكا الشمالية كمرحلة مبكرة من تكون جبال أكاديا.
في العصر الكربوني، تحركت قارة جديدة تيران آخر عُرفت باسم أرموريكا، والتي شملت إيبيريا، قادمة من غندوانا، مما أدى إلى حبس أفالونيا بينها وبين القارة، وبالتالي إضافة إيبيريا/أرموريكا إلى يورامريكا. تلا ذلك وصول غندوانا. تظهر آثار هذه الاصطدامات في أوروبا على شكل الطيّات الفاريسكانية، بينما تظهر في أمريكا الشمالية كمرحلة لاحقة من تكون جبال الأكاديا. حدث ذلك تقريبًا عند خط الاستواء خلال أواخر العصر الكربوني، مما ساهم في تشكيل قارة بانجيا، مع كون أفالونيا بالقرب من مركزها، ولكن غمرتها المياه الضحلة جزئيًا.
في العصر الجوراسي، انقسمت قارة بانجيا إلى لوراسيا وغندوانا، حيث كانت أفالونيا جزءًا من لوراسيا. في العصر الطباشيري، تفككت لوراسيا إلى أمريكا الشمالية وأوراسيا، ونتيجة لذلك، انقسمت أفالونيا بين هاتين القارتين.
في وقت لاحق، استدارت إيبيريا بعيدًا مرة أخرى عندما تحرك الجزء الأفريقي من غندوانا بشكل جانبي عبرها. هذا التحرك الأخير تسبب في حدوث تكون جبال الألب بما في ذلك تكون جبال البرانس خلال العصر الميوسيني والعصر البليوسيني. نتيجة لهذا، أصبح جزء من أفالونيا الآن موجودًا على كل جانب من مضيق جبل طارق.

## روابط خارجية
- خريطة تظهر قارة أفالونيا في العصر الأوردوفيشي.
- المواقع النسبية لكل من قارتي أفالونيا وغوندوانا.